# رجب‌آباد
رجب‌آباد (تنگستان)، روستایی از توابع بخش مرکزی شهرستان دشتستان در استان بوشهر ایران است.

## جمعیت
این روستا در دهستان حومه قرار دارد و براساس سرشماری مرکز آمار ایران در سال ۱۳۸۵، جمعیت آن زیر سه خانوار بوده‌است.